# 費恩福雷斯特 (夏威夷州)
費恩福里斯特（英語：Fern Forest）是位於美國夏威夷州夏威夷縣的一個人口普查指定地區。

## 地理
費恩福里斯特的座標為19°28′20″N 155°07′48″W / 19.47222°N 155.13000°W，而該地最高點為海拔高度690米（即2264英尺）。

## 人口
根據2010年美國人口普查的數據，費恩福里斯特的面積為32.50平方千米，均為陸地。當地共有人口931人，而人口密度為每平方千米28人。